# Sanijärvi
Sanijärvi är en sjö i Finland. Den ligger i kommunen Kouvola i landskapet Kymmenedalen, i den södra delen av landet, 140 km nordost om huvudstaden Helsingfors. Sanijärvi ligger 52 meter över havet. I omgivningarna runt Sanijärvi växer i huvudsak barrskog. Arean är 89,4 hektar och strandlinjen är 6,7 kilometer lång. Sjön  ingår i Summajokis huvudavrinningsområde. 